# Akbugdaý
Akbugdaý, o anche Gäwers, è la città capoluogo del distretto di Akbugdaý situato nella provincia di Ahal, in Turkmenistan.